# Фабелманови
Фабелманови (енгл. The Fabelmans) је америчка филмска драма из 2022. године. Режију потписује Стивен Спилберг, по сценарију који је написао са Тонијем Кушнером. Полуаутобиографска је прича о Спилберговим младалачким данима и првим годинама као редитељ, испричана кроз причу о измишљеном Семију Фабелману, младом филмском ствараоцу ком моћ филма помаже да види истину о својој дисфункционалној породици и људима којима је окружен. Гејбријел Лабел тумачи Семија, док ансамблску поделу улога такође чине: Мишел Вилијамс, Пол Дејно, Сет Роген и Џад Херш. Посвећен је сећању на Спилбергове родитеље, Арнолда Спилберга и Лију Адлер.
Произвели су га Спилбергов Amblin Entertainment и Reliance Entertainment. Спилберг је осмислио пројекат још 1999. године, а његова сестра Ен је написала сценарио под насловом Бићу код куће. Међутим, Спилберг није био сигуран да ли жели да исприча причу своје породице због забринутости да би му родитељи били повређени, те је одустао пројеката. Године 2019. поново му се посветио са сценаристом и честим сарадником Тонијем Кушнером док су снимали филм Прича са западне стране (2021), а сценарио је завршио до краја 2020. године током пандемије ковида 19. Развој филма је званично почео убрзо након тога, а кастинг је одржан између марта и маја 2021. године. Снимање је почело јула исте године у Лос Анђелесу, а завршено је у септембру.
Премијерно је приказан 10. септембра 2022. године на Филмском фестивалу у Торонту, где је освојио награду по избору публике, док је 11. новембра приказан у одабраним биоскопима, пре 23. новембра када је започео регуларно приказивање у САД, односно 12. јануара 2023. године у Србији. Добио је изузетно позитивне рецензије критичара, који су посебно похвалили глумачку поставу, режију, сценарио, кинематографију и музику. Национални одбор за рецензију филмова и Амерички филмски институт прогласили су га једним од десет најбољих филмова 2022. године. Међутим, није остварио финансијски успех, зарадивши 45 милиона долара у односу на буџет од 40 милиона долара.
Национални одбор за рецензију филмова и Амерички филмски институт прогласили су га једним од десет најбољих филмова 2022. године. На 95. додели Оскара био је номинован у седам категорија, укључујући ону за најбољи филм, али није освојио ниједну награду. Био је номинован за пет награда Златни глобус, а освојио је награду за најбољи играни филм и најбољег редитеља. Такође је био номинован у 11 категорија Филмске награде по избору критичара и две награде Удружења филмских глумаца.

## Радња
Једне јануарске ноћи 1952. године, у Хадон Тауншипу у Њу Џерзију, Мици и Берт Фабелман воде свог малог сина Семија да погледа његов први филм: Највећа представа на свету. Опчињен сценом са возом, Семи тражи макету воза за Хануку, коју судара са другим макетама касно једне ноћи.
Мици, разумевајући Семијеве намере, дозвољава му да сними још једну сцену судара користећи Бертову камеру од 8 mm. Семи ускоро почиње редовно да снима, понекад укључујући своје млађе сестре Реџи, Натали и Лису. Берту је понуђен нови посао у Финиксу, и он сели породицу тамо почетком 1957. године; на Мицино инсистирање, са њима полази и Бертов најбољи пријатељ и пословни партнер Бени Лоуи.
Годинама касније, тинејџер Семи наставља да снима филмове са својим пријатељима из извиђача, почиње да користи постпродукцијске ефекте и након тога добија значку за фотографију. Касније, Фабелманови, са Бенијем, одлазе на камповање док Семи прави снимке њиховог одмора.
Убрзо након тога, Мицина мајка умире, остављајући је нарочито узрујаном. Обезбеђујући му опрему за монтажу филмова, Берт предлаже Семију да претвори снимке са камповања у филм како би развеселио Мици. Семи се противи јер је већ заказао приказивање свог следећег филма, али Берт, који његову страст према филму види само као хоби, тврди да је кућни филм важнији. Следећег јутра Фабелманове изненада посећује Мицин ујак Борис, бивши кротитељ лавова и филмски радник. Те ноћи, он разговара са Семијем о компромитовању своје породице уметношћу, говорећи му да ће оба аспекта и даље бити у супротности један са другим.
Борис одлази, а Семи почиње да монтира снимак са камповања, током којег проналази доказе да су Мици и Бени имали аферу. Семи и Мици улазе у жестоку расправу пошто се он већ недељама грубо опходи према њој и Бенију. У налету беса, она га ошамари по леђима, што приморава побеснелог Семија да јој покаже прикупљени снимак као објашњење за његово понашање. Он обећава да ће чувати њихову тајну.
Следеће недеље, Берт добија још једно унапређење на послу, које захтева селидбу у Саратогу у Калифорнији. Бени остаје у Финиксу, али не пре него што Семију поклони нову филмску камеру. Семи одбија камеру све док му Бени не дозволи да плати 35 долара за њу. Упркос томе што је купио камеру, Семи најављује да је никада неће користити.
Убрзо по доласку у свој нови комшилук и школу, Семи постаје мета насилника Логана и Чеда, који га злостављају зато што је Јеврејин. Такође почиње да излази са побожном хришћанком Моником. Током једне вечере са Фабелмановима, она предлаже Семију да сними њихове школске колеге на плажи, нешто што он на крају прихвата након што му Моника каже да њен отац поседује Арифлекс камеру од 16 mm, коју би му он дозволио да користи.
Након што су се коначно преселили из куће за изнајмљивање у свој нови дом, Мици и Берт откривају да ће се развести због њене екстремне депресије и открића њене афере. Ово оставља породицу сломљеног срца.
На матурској вечери, Семи изјављује своју љубав према Моники и тражи од ње да пође с њим у Холивуд после средње школе. Не желећи да одбаци своје универзитетске планове, она раскине с њим, остављајући га очајним.
Сем пушта свој филм са плаже, на који матуранти одушевљено реагују. Филм велича Логана и омаловажава Чеда. Када се Логан суочи са Семијем, збуњен због његовог позитивног приказа у филму, они постижу разумевање, а Логан чак и брани Семија од Чеда. Следећег јутра, Мици и Семи разговарају о својој заједничкој будућности; као што не може да се одрекне љубави према Бенију, она каже Семију да не одустане од своје љубави према снимању филмова.
Годину дана касније, Семи живи са оцем у Холивуду. Жели да напусти факултет, али не може да нађе посао у филмском стваралаштву. Берт невољно прихвата синовљеву страст. Након што је видео фотографију Мици и Бенија заједно, Берт каже Семију да настави својим путем ако га то чини срећним. Семи коначно добија понуду од CBS-а да ради на серији Хоганови хероји.
Знајући да је више заинтересован за снимање филмова, кокреатор серије, Бернард Фајн, позива Семија да упозна режисера Џона Форда, једног од његових највећих утицаја у стварању филмова. Током њиховог кратког састанка, Форд нуди Семију неколико савета о кадрирању. Окрепљен, Семи шета кроз сунцем обасјан студио; камера прво кадрира хоризонт у центру, а затим се изненада нагиње да би је поставила близу оквира слике, пратећи Фордов савет.

## Улоге
| Глумац            | Улога                   |
| ----------------- | ----------------------- |
| Гејбријел Лабел   | Семи Фабелман           |
| Мишел Вилијамс    | Мици Шилдкраут Фабелман |
| Пол Дејно         | Берт Фабелман           |
| Сет Роген         | Бени Лоуи               |
| Џад Херш          | Борис Шилдкраут         |
| Џулија Батерс     | Реџи Фабелман           |
| Кили Карстен      | Натали Фабелман         |
| Софија Копера     | Лиса Фабелман           |
| Џини Берлин       | Хадаш Фабелман          |
| Робин Бартлет     | Тина Шилдкраут          |
| Сем Рехнер        | Логан Хол               |
| Оукс Фегли        | Чед Томас               |
| Клои Ист          | Моника Шервуд           |
| Изабел Кусман     | Клодија Денинг          |
| Чандлер Лавел     | Рене                    |
| Густаво Ескобар   | Сал                     |
| Николас Канту     | Харк                    |
| Купер Додсон      | Турки                   |
| Гејбријел Бејтман | Роџер                   |
| Стивен Смит       | Анџело                  |
| Лејн Фактор       | Дин                     |
| Џејмс Урбањак     | директор школе          |
| Конор Тринир      | Фил Њухарт              |
| Грег Гранберг     | Берни Фајн              |
| Дејвид Линч       | Џон Форд                |
| Јан Хоаг          | Нона                    |
| Кристал           | Бени                    |